# Csang Hjedzsin (színművész)
Csang Hjedzsin (hangul: 장혜진, RR: Jang Hye-jin; Puszan (Busan), 1975. szeptember 5. –) dél-koreai színésznő. Nemzetközileg legismertebb munkája az Oscar-díjas Élősködők című film, ahol Cshungsukot (충숙, Chungsukot) alakította. A magyar szinkronban Orosz Anna adta a hangját.

## Filmográfia
Filmek
- 1998: If It Snows On Christmas (크리스마스에 눈이 내리면, Khuriszumaszue nuni nerimjon (Keuriseumaseue nuni naerimyeon))
- 2007: Rejtett napfény (밀양, Mirjang (Miryang))
- 2009: Marine Boy (마린 보이)
- 2010: Poézis – Mégis szép az élet (시, Si)
- 2016: The World of Us (우리들, Uridul (Uri-deul))
- 2016: Yongsoon (용순, Jongszun (Yongsun))
- 2017: Mothers (당신의 부탁, Tangsini puthak (Dangsin-ui Butak))
- 2017: Adulthood (어른도감, Orundogam (Eoreundogam))
- 2018: Yeongju (영주, Jongdzsu (Yeongju))
- 2019: Élősködők (기생충, Kiszengcshung (Gisaengchung))
- 2019: The House of Us (우리집, Uri csip (Uri Jip))
- 2019: Family Affair (니나 내나, Nina nena (Nina Naena))

Televíziós sorozatok
- 2008: Talkhomhan nai tosi (Dalkomhan Na-ui Dosi) (달콤한 나의 도시)
- 2018: Hold Me Tight (손 꼭 잡고, 지는 석양을 바라보자, Szonul kkok csapko, csinun szogjangul parabodzsa (Son Kkok Japgo, Jineun Seogyang-eul Baraboja))
- 2019: When the Camellia Blooms (동백꽃 필 무렵, Tongbekkkot phil murjop (Dongbaek-kkot pil muryeop))
- 2019: A szerelem siklóernyőn érkezik (사랑의 불시착, Szarangi pulsicshak (Sarang-ui Bulsichak))